# Dobsonia minor
Dobsonia minor is een vleermuis uit het geslacht Dobsonia die voorkomt op Nieuw-Guinea, op de nabijgelegen eilanden Bagabag, Japen en Ihu en op Celebes. Op Nieuw-Guinea komt deze soort tot op 600 m hoogte voor. Als de enige soort van de minor-groep binnen Dobsonia heeft deze soort geen nauwe verwanten. Deze soort komt voor in regenwoud, maar roest, in tegenstelling tot D. magna niet in grotten.
Dobsonia minor is de kleinste Dobsonia, met in het bijzonder zeer kleine tanden. De kop-romplengte bedraagt 101,9 tot 114 mm, de staartlengte 15,7 tot 20,3 mm, de voorarmlengte 29,5 tot 33,3 mm, de oorlengte 13,2 tot 21,3 mm en het gewicht 68 tot 90 g.
Dobsonia anderseni · Dobsonia beauforti · Dobsonia chapmani · Dobsonia crenulata · Dobsonia emersa · Dobsonia exoleta · Dobsonia inermis · Dobsonia magna · Dobsonia minor · Dobsonia moluccensis · Dobsonia pannietensis · Dobsonia peronii · Dobsonia praedatrix · Dobsonia viridis